# Snatcher
Snatcher (japanisch スナッチャー Sunatchā) ist ein von Konami produziertes Computerspiel mit vielen thematischen Elementen des Cyberpunks, das 1988 für das PC-8801 von NEC und den MSX-2 erschienen ist. 1992 erschien ein Remake für die PC Engine und danach auch erstmals eine ins Englische übersetzte Version für das Sega Mega-CD im Jahre 1994. Es folgten 1996 weitere Umsetzungen für die Sony PlayStation und den Sega Saturn. Die Handlung des Spieles dreht sich um den Ermittler Gillian Seed, dessen Aufgabe es ist humanoide Roboter, genannt Snatcher, aufzuspüren. Die Snatcher bringen Menschen um und nehmen im Körper ihrer Opfer deren Plätze in der menschlichen Gesellschaft ein.
Snatcher ist das zweite Videospiel, nach Metal Gear, in dem Hideo Kojima sowohl das Script geschrieben wie auch Regie geführt hat. Das Videospiel ist auch für seinen starken Einfluss aus Science-Fiction-Filmen wie Blade Runner, Akira und Terminator, sowie dem Horrorfilm Invasion of the Body Snatchers bekannt.

## Handlung
Am 6. Juni 1996 (1991 in den japanischen Versionen) gelangte eine biologische Waffe, bekannt als Lucipher-Alpha, welches sich in Chernoton, Russland, in Entwicklung befand, in die Atmosphäre. Dies führte zum Tod von 80 % der eurasischen Bevölkerung bzw. der Hälfte der Weltbevölkerung und zu einer zehnjährigen Unbewohnbarkeit der kontaminierten Gebiete, bis das Lucipher-Alpha in eine nicht tödliche Form mutierte. Dieses tragische Ereignis wurde fortan the Catastrophe (zu Deutsch die Katastrophe) genannt.
50 Jahre später erscheinen humanoide Roboter, bekannt als Snatcher auf der künstlichen Insel von Neo Kobe City, welche Menschen umbringen und in den Körpern ihrer Opfer, deren Rollen in der Gesellschaft übernehmen. Was die Snatcher genau sind und woher sie kommen, ist unbekannt. Das Ziel des Spielers ist es als Gillian Seed, einem an Amnesie leidenden Mitgliedes der Anti-Snatcher Spezialeinheit J.U.N.K.E.R., die Snatcher und deren Herkunft aufzuspüren und Gillians mysteriöse Verbindung zu ihnen zu enträtseln.

### Charaktere
Anmerkung: Schreibweisen wurden von der englischsprachigen Mega-CD-Version übernommen. Alternative Schreibweisen aus anderen Versionen in Klammern.

Gillian Seed (ギリアン・シード, Girian Shīdo, Gulian in der PC-8801/MSX-Version.)
Der an Amnesie leidende Protagonist. Glaubt eine mysteriöse Verbindungen zu den Snatcher in der Vergangenheit gehabt zu haben. Schließt sich J.U.N.K.E.R. als Ermittler an.

Metal Gear Mk. II (メタルギア Mk.Ⅱ, Metaru Gia Mk. II)
Gillians Assistenzroboter. Ein mit Stimme programmierter Navigator, der forensische Analysen vor Ort vornehmen kann und ein eingebautes Bildtelefon besitzt. Sein Erbauer Harry Benson behauptet, er habe ihn nach den Metal Gear aus dem späten 20. Jahrhundert (Anspielung auf die Waffen aus der gleichnamigen Spieleserie) entworfen.

Jamie Seed (ジェミー・シード, Jemī Shīdo, Jaime in japanischen Versionen)
Gillians Ehefrau, ohne Erinnerung an ihre Vergangenheit. Das Ehepaar hat sich voneinander Entfremdet. Ist Angestellte bei dem Arzneimittelhersteller Neo Kobe Pharmaceuticals.

Random Hajile (ランダム・ハジル, Randamu Hajiru, Randam in japanischen Versionen)
Ein mysteriöser Kopfgeldjäger der Gillian stellenweise unterstützt.

Mika Slayton (ミカ・スレイトン, Mika Sureiton, Slaton in der PC-8801/MSX-Version)
Die Empfangsdame des J.U.N.K.E.R. Hauptquartiers. Eine junge attraktive Frau von japanisch-jüdischer Abstammung.

Katrina Gibson (カトリーヌ・ギブスン, Katorīnu Gibusun, Kathaline in der PC-8801/MSX-Version, Katherine in späteren japanischen Versionen)
Die junge Tochter des J.U.N.K.E.R. Agenten Jean Jack Gibson.

Harry Benson (ハリー・ベンソン, Harī Benson)
Ein bei J.U.N.K.E.R. angestellter Mechaniker. Überlebte the Catastrophe, als er noch ein Kind war. Ist der Erbauer der beiden Assistenzroboter Little John und Metal Gear Mk. II.

Benson Cunningham (ベンソン・カニンガム, Benson Kaningamu, Cunningum in japanischen Versionen)
Leiter der J.U.N.K.E.R. Behörde. Veteran einer Spezialeinheit.

Jean Jack Gibson (ジャン・ジャック・ギブスン, Jan Jakk Gibusun)
Katrinas Vater und einziger Runner neben Gilian bei J.U.N.K.E.R. Besitzt mit Little John wie Gilian einen Assistenzroboter.

Napoleon (ナポレオン, Naporeon)
Ein an Allergien leidender Informant.

Chin Shu Oh (陳 周鳳, Chin Shūhō, Chin Syuuhou in japanischen Versionen)
Der Direktor des Queens Spitals.

Elijah Modnar (エリア・マッドナー, Eria Maddonā, Madnar in japanischen Versionen)
Ein Russischer Wissenschaftler. War ein Involvierter des geheimen sowjetischen Projektes, das zum tragischen Ereignis the Catastrophe geführt hat.

## Spielprinzip und Technik
Die Spielwelt wird vom Spieler aus der Perspektive der Hauptfigur Gillian Seed wahrgenommen, wobei vorgegebene Handlungsmöglichkeiten über ein Menü getätigt werden können. Mit den Befehlen Look, Investigate, Talk, Ask und Move (sowie weiteren an bestimmten Stellen verfügbaren Befehlen), kann die Umgebung erkundschaftet, für den Spielfortschritt relevante Gegenstände eingesammelt und Informationen von anderen Charakteren erlangt werden. Gegenstände in Gillians Besitz können analysiert oder anderen Personen gezeigt werden. Mit der Hilfe von Gillians Assistenzroboter Metal Gear können andere Charaktere über ein eingebautes Bildtelefon kontaktiert oder der Spielstand gespeichert werden. An einigen Stellen des Spieles, muss der Spieler Schießsequenzen überstehen, in denen Angreifer zufällig in einem drei mal drei großen Gitternetz erscheinen.

## Entwicklungs- und Produktionsdetails

### Japanische Versionen
Snatcher wurde erstmals am 26. November 1988 für den PC-8801 von NEC und am 13. Dezember 1988 für den MSX-2 veröffentlicht. Die beiden Versionen wurden jeweils als Floppy Disk in den Handel gebracht und sind gänzlich textbasiert, wobei Gespräche der Charaktere durch besondere Beeps untermalt werden. Aus Zeitmangel waren die Entwickler gezwungen die Handlung zu kürzen und das Spiel, entgegen der ursprünglichen Planung, bereits nach dem zweiten Akt enden zu lassen. Der MSX-2-Version lag die Konami Sound Cartridge (ein zusätzliches Steckmodul) bei, damit die aus der PC-8801 bekannten Musik- und Soundeffekte wiedergegeben werden konnten. Bei der MSX-2 Ausgabe ist das Grafikfenster ein wenig kleiner und die Ladezeiten sind etwas länger, ansonsten waren aber keine Veränderungen von der PC-8801-Version vorgenommen worden. Konami veröffentlichte ein Spin-off des Spiels mit dem Namen SD Snatcher für den MSX-2 am 27. April 1990. Das Rollenspiel SD Snatcher beinhaltet eine alternative Handlung der aus Snatcher bekannten Geschichte und besitzt ein anderes Ende.
Ein Remake von Snatcher erfolgte als Super-CD-ROM²-Release (auf CD) für die PC Engine mit dem Titel Snatcher: CD-ROMantic am 23. Oktober 1992. Dieser Version wurden neben verbesserten Grafiken und Musik- wie Soundeffekten, eine Synchronisation einiger Schlüsselstellen des Spiels, sowie der dritte Akt, den man in den früheren Versionen weggelassen hatte, hinzugefügt. Vor dem Erscheinen von Snatcher für die PC Engine veröffentlichte Konami, am 7. August 1992, eine Pilot Disk, mit spielbaren Teilen, einem Trailer ähnlichen Vorabvideo und einer Datenbank der Charaktere und Mechaniken der zu erscheinenden Endfassung. Die PC-Engine-Version des Spieles, war die letzte, in der noch das ursprüngliche Entwicklungsteam – unter ihnen Hideo Kojima – beteiligt war.
Im Februar 1996 wurde Snatcher für die PlayStation und im März desselben Jahres für den Sega Saturn umgesetzt. In den beiden 32-Bit-Versionen wurden Grafiken leicht überarbeitet, ein computeranimiertes Intro und andere kleinere Änderungen, meist Übernahmen aus der englischen Mega-CD-Version, wurden hinzugefügt. Ein Großteil der grafisch vorhandenen Gewaltszenen wurden entfernt, die sprechenden Köpfe (wenn ein Charakter sprach) wurden komplett neu gestaltet und die Musik wurde neu gemischt.

### Englische Version
Eine englische Lokalisierung von Snatcher wurde für das Sega Mega-CD in Nordamerika, Europa und Australien vorgenommen, welche alle im Dezember 1994 im Handel erschienen. Die Mega-CD-Umsetzung war speziell für Übersee erstellt worden und basiert auf der Version für die PC Engine. Das Skript wurde von Scott T. Hards übersetzt mit Jeremy Blaustein (der später auch Metal Gear Solid übersetzte) als Script Supervisor bei der Lokalisierung. Der Mega-CD-Version wurde die Kompatibilität mit der von Konami produzierten Konami Justifier Lightgun für die Schießsequenzen hinzugefügt.
Um den außerhalb Japans strengeren Zensurbestimmungen nachzukommen, wurden an der englischen Fassung einige Änderungen vorgenommen. Katrinas Alter wurde von 14 in der japanischen zu 18 in der englischen Version geändert, zumal es eine Szene mit ihr in der Dusche gibt, und nackte Brüste eines toten Snatchers wurden abgedeckt. Eine Szene aus der PC Engine Version, in dem ein zuckender, im sterben liegender Hund mit seinen Innereien zu sehen war, wurden zu einer unbeweglichen Grafik überarbeitet. Die Klientel eines Nachtklubs waren ursprünglich Parodien berühmter Sci-Fi-Figuren, welche Konami um Urheberrechtsverletzungen zu vermeiden abgeändert hat. Auch wurden die Skelette der Snatchers ummodelliert um die Ähnlichkeit zu den aus Terminator bekannten Robotern zu verringern.
Die Mega-CD-Version beinhaltet ein verlängertes Intro, welches von dem Einführungsmanga in den Spielanleitungen der früheren japanischen Versionen adaptiert wurde. Auch wurde Akt 3 neu konzipiert, um dem Spieler mehr Interaktion mit dem Spiel zu gewähren. Das Spielende wurde um das erscheinen von Katrina, Mika und Napoleon erweitert.
Laut Blaustein, wurden in Nordamerika höchstens ein paar tausend Stück der Mega-CD-Fassung von Snatcher verkauft. Er führt die schlechten Verkaufszahlen auf die allgemein geringe Anzahl an verfügbaren Titel für die Mega-CD-Erweiterung des Sega Mega Drives zurück. Wegen der geringen Anzahl an verfügbaren Kopien werden heute oft hohe Sammlerpreise für den Kauf von Snatcher Exemplaren bezahlt.

## Rezeption
Das deutschsprachige Magazin Mega Fun bewertete Snatcher beim Erscheinen der Mega-CD-Version mit 87 %, wobei einzig die „schlichte Grafik“ und die „kleine Sprachbarriere“ wegen fehlender deutscher Lokalisierung bemängelt wurden.
Das englischsprachige Videospielmagazin Electronic Gaming Monthly vergab, ebenfalls für die Mega-CD-Version, die Wertung 44 von 50. Die damals ebenfalls in Englisch erschienene GameFan vergab durch ihre drei Tester Wertungen zwischen 90 und 100 von 100.